# Ompok malabaricus
Ompok malabaricus és una espècie de peix de la família dels silúrids i de l'ordre dels siluriformes.

## Morfologia
Els mascles poden assolir els 51 cm de llargària total.

## Distribució geogràfica
Es troba a l'Índia: des de Goa fins a Kerala.